# Узы родства
«Узы родства» (другое название — «Комиссионная семья») (англ. Immediate Family) — драма 1989 года режиссёра Джонатана Каплана. В главных ролях Гленн Клоуз и Джеймс Вудс, играющие супружескую пару, мечтающую о ребёнке и решающие взять его у беременной девушки-подростка, которая позднее передумывает.

## Сюжет
Линда и Майкл Спекторы женаты уже десять лет и отчаянно хотят стать родителями. Они пытаются зачать ребёнка, но безуспешно. Обратившись в агентство по усыновлению, они знакомятся с беременной 17-летней Люси. Молодая женщина считает, что супружеская пара сможет лучше позаботиться о её ребёнке, чем она сама со своим парнем. Спекторы обеспечивают уход за Люси во время её беременности и они становятся ближе, но Люси начинает сомневаться о том, отдавать ли им своего будущего ребёнка.

## В ролях
- Гленн Клоуз — Линда Спектор
- Джеймс Вудс — Майкл Спектор
- Мэри Стюарт Мастерсон — Люси Мур
- Кевин Диллон — Сэм

## Съёмочная группа
- Режиссёр: Джонатан Каплан
- Сценарист: Барбара Бенедек
- Композитор: Брэд Фидель